# Šosovné
Šosovné nebo také šos (z něm. Schoss) bývala zvláštní daň, která byla placena ve prospěch určitého města. Odtud pak označení „šosovní“ pro subjekty, které tomuto poplatku podléhaly – např. šosovní ves nebo šosovní dvůr. Nešlo ale o vztah klasicky poddanský, pouze pro ně existovala povinnost každoročně platit danému městu předem určenou částku.
Kromě českého právního prostředí se šosovné platilo také v Polsku, kde se vedle plateb městu objevilo i královské šosovné, které naopak platily obce panovníkovi. Poprvé na konci 14. století ještě dobrovolně, později šlo už o povinnou daň. Také určení její výše se změnilo z původní dohody mezi králem a královským nebo poddanským městem na rozhodnutí zemského sněmu. Naproti tomu se postupně prosadilo (poprvé roku 1492 jako privilegium pro Krakov), že město musí platit šosovné jen v případě, když zároveň šlechta bude hradit svou daň z lánů.